# Luke Durbridge
Pour les articles homonymes, voir Durbridge.
Luke Durbridge, né le 9 avril 1991 à Perth, est un coureur cycliste australien spécialiste de la piste, membre de l'équipe BikeExchange Jayco. Champion du monde de poursuite par équipes en 2011, il se consacre à la route depuis 2012. Il a remporté le championnat d'Australie du contre-la-montre en 2012, 2013, 2019 et 2020 et sur route en 2013 et 2025.

## Biographie

### Jeunesse et carrière amateur
Luke Durbridge dispute ses premières courses cyclistes à l'âge de quatorze ans. En catégorie moins de 17 ans, il est champion d'Australie de poursuite par équipes en 2007, deuxième du championnat d'Australie du contre-la-montre en duo en 2006 et 2007, et de poursuite individuelle en 2007.
Il passe en catégorie junior en 2008. Il est champion d'Australie sur route et de poursuite par équipes dans cette catégorie. Aux championnats du monde juniors en Afrique du Sud, il remporte la médaille d'or de la poursuite par équipes avec Luke Davison, Rohan Dennis et Thomas Palmer, la médaille de bronze de la course aux points et prend la quatrième place de la poursuite individuelle. En fin d'année, il remporte avec Jack Bobridge, Rohan Dennis et Mark Jamieson la poursuite par équipes de la manche de coupe du monde de Melbourne.
En 2009, Durbridge gagne les titres de champion d'Australie de poursuite par équipes élites et du contre-la-montre juniors. En août, aux championnats du monde juniors à Moscou, il gagne le contre-la-montre sur route et l'américaine, avec Alex Carver, et obtient la médaille d'argent de la poursuite par équipes, avec Michael Hepburn, Peter Loft et Dale Parker. Durant la coupe du monde de cyclisme sur piste 2009-2010, il remporte les deux manches de poursuite par équipes auxquelles il participe avec l'équipe d'Australie, à Melbourne et Pékin.
En 2010, il intègre l'équipe continentale Jayco-Skins. Il remporte le Mersey Valley Tour en Tasmanie et le contre-la-montre par équipes du Tour de Thuringe. Il est vice-champion d'Australie du contre-la-montre des moins de 23 ans. En septembre, il est sélectionné pour participer au championnat du monde dans la catégorie espoirs (moins de 23 ans) à Melbourne, en Australie. Il remporte la médaille d'argent de l'épreuve contre-la-montre, terminant à seulement deux secondes du vainqueur Taylor Phinney. Il est le plus jeune coureur à avoir remporté une médaille lors de championnats du monde de la catégorie des moins de 23 ans. Le mois suivant, il représente l'Australie aux Jeux du Commonwealth. Il y est médaillé de bronze du contre-la-montre et onzième de la course aux points.
En début d'année 2011, Durbridge est champion d'Australie sur route des moins de 23 ans puis dispute le Tour Down Under avec la sélection australienne UniSA-Australia. En mars, il participe aux championnats du monde sur piste à Apeldoorn aux Pays-Bas, et y devient champion du monde de poursuite par équipes, avec Jack Bobridge, Rohan Dennis et Michael Hepburn. De retour sur route, il gagne le prologue et la cinquième étape de l'Olympia's Tour, dont il prend laseptième place finale. Aux championnats du monde sur route à Copenhague, il remporte le titre de champion du monde du contre-la-montre des moins de 23 ans.

### Carrière professionnelle

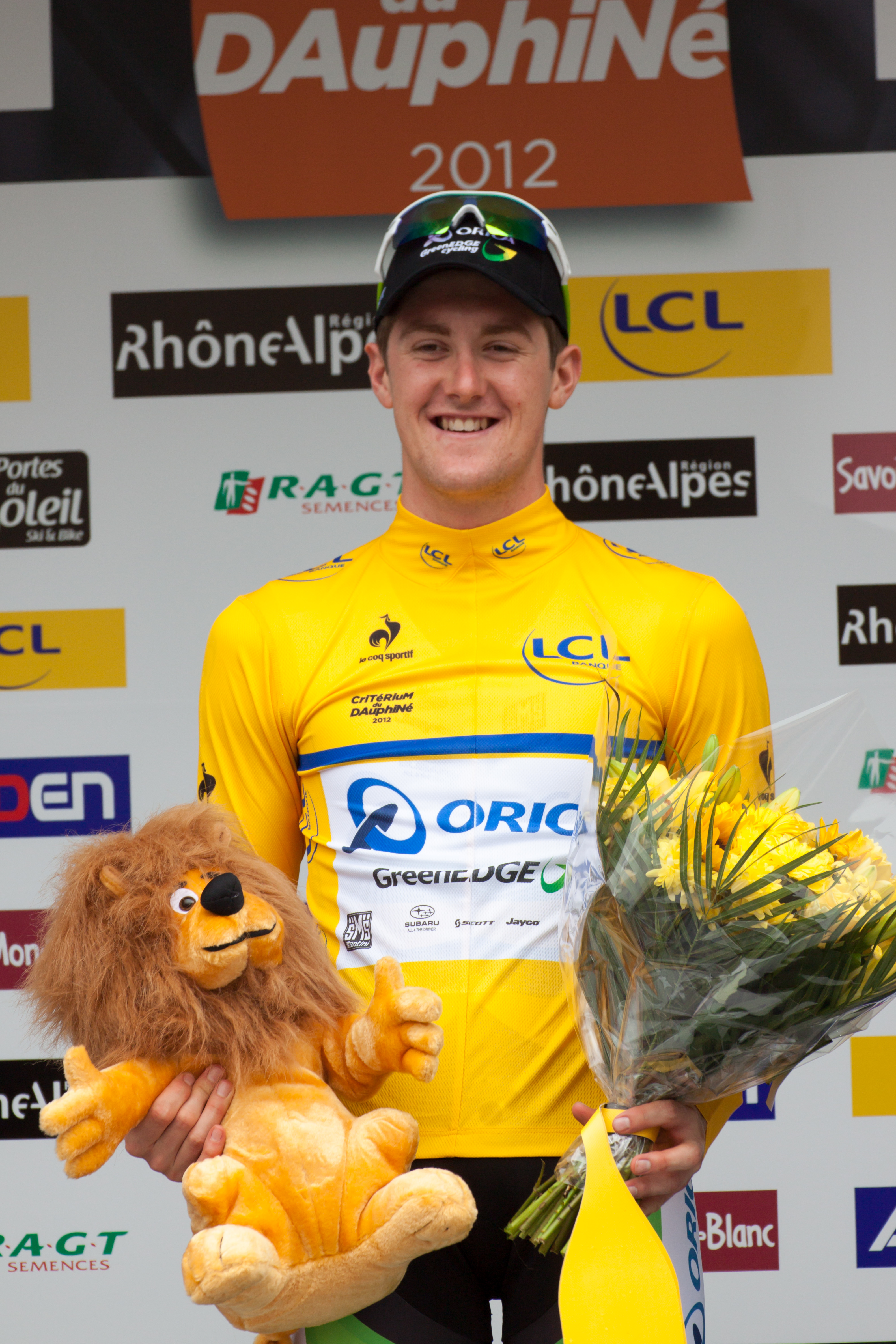
Luke Durbridge vêtu du maillot jaune du Critérium du Dauphiné 2012.

En 2012, Luke Durbridge rejoint la nouvelle équipe australienne GreenEDGE, dotée du statut de ProTeam dès sa création et qui devient en cours d'année Orica-GreenEDGE. Il y est recruté pour deux ans en même temps que Michael Hepburn. En janvier, il est champion d'Australie du contre-la-montre, devant Cameron Meyer et Michael Rogers et participe au Tour Down Under. Alors qu'il fait de la poursuite par équipes des Jeux olympiques son principal objectif de l'année, il décide de renoncer à la piste en février, convenant avec l'entraîneur national des courses d'endurance sur piste Ian McKenzie que son potentiel de progression est plus grand sur route. En avril, il remporte le Circuit de la Sarthe, grâce à sa victoire dans l'épreuve chronométrée. En juin, il gagne le prologue du Critérium du Dauphiné, avec une seconde d'avance sur le vainqueur final de cette course, Bradley Wiggins, qui gagne quelques semaines plus tard le Tour de France et le contre-la-montre des Jeux olympiques. En août, Durbridge est cinquième de l'Eneco Tour puis remporte l'étape contre-la-montre et le classement général du Tour du Poitou-Charentes. En septembre, il participe aux championnats du monde sur route, dans le Limbourg néerlandais. Avec Orica-GreenEDGE, il y obtient la médaille de bronze du nouveau championnat du contre-la-montre par équipes de marque, et se classe 21e du contre-la-montre individuel, à plus de trois minutes du vainqueur Tony Martin, ce qui le déçoit. Il termine la saison avec une victoire au Duo normand, où il est associé à Svein Tuft. À l'issue de cette première saison professionnelle, il totalise sept victoires dont quatre en contre-la-montre individuel et prolonge son contrat avec Orica-GreenEDGE d'un an.
En 2013, Durbridge reprend lors de la Jayco Bay Classic où il remporte la deuxième étape. Il devient ensuite le premier coureur à remporter la même année les titres de champion d'Australie sur route et du contre-la-montre. En avril, il gagne le contre-la-montre du Circuit de la Sarthe. Il dispute le Tour d'Italie, son premier grand tour, lors duquel il fait bonne impression en se classant sixième de la huitième étape, un contre-la-montre jugé difficile. En fin de saison, il est avec ses coéquipiers médaillé d'argent du championnat du monde du contre-la-montre par équipes, battu par l'équipe belge Omega Pharma-Quick Step. Une semaine plus tard, associé à Svein Tuft, il gagne le Duo normand.
En début d'année 2014, Durbridge est deuxième du championnat d'Australie du contre-la-montre, battu par son coéquipier Michael Hepburn. En février, aux championnats d'Océanie, il est huitième du contre-la-montre puis obtient la médaille d'or à la course en ligne. En avril, il est deuxième des Trois Jours de La Panne, en ayant pris la quatrième place de l'étape contre-la-montre.  Il participe au Tour d'Italie, où Orica-GreenEDGE a pour principal objectif de remporter la première étape, un contre-la-montre par équipes,. Ce but est atteint, l'équipe devançant Omega Pharma-Quick Step et BMC Racing. Durbridge joue ensuite un rôle d'équipier, notamment pour aider Michael Matthews à conserver le maillot rose et à gagner la sixième étape. Il abandonne le Tour d'Italie 2014 durant la onzième étape après une chute. Il est atteint d'une fracture de la clavicule droite. En juillet, il dispute son premier Tour de France, où son équipe vise des victoires d'étapes. Se réservant pour le seul contre-la-montre de cette édition, la vingtième étape, il en prend la dix-neuvième place. Il termine cette première « grande boucle » à la 122e place du classement général. Quelques jours plus tard, il représente l'Australie aux Jeux du Commonwealth, où il est neuvième du contre-la-montre. En septembre, avec Orica-GreenEDGE, il est médaillé d'argent du championnat du monde du contre-la-montre par équipes, cette fois derrière l'équipe BMC Racing.
Au mois d'octobre 2016, il prolonge de deux ans le contrat qui le lie à l'équipe Orica-BikeExchange.
Durbridge commence sa saison 2017 avec une deuxième place au championnat d'Australie du contre-la-montre, derrière Rohan Dennis. En mars et avril, il effectue une bonne campagne de classiques, obtenant plusieurs places d'honneur (quatrième du Grand Prix E3 et d'À travers la Flandre, sixième des Strade Bianche, douzième du Tour des Flandres et de Kuurne-Bruxelles-Kuurne), ainsi qu'une victoire lors de l'étape contre-la-montre des Trois jours de La Panne,. En juillet, il est au départ du Tour de France à Düsseldorf. Comme d'autres coureurs, il chute durant le contre-la-montre inaugural, disputé sous la pluie. Souffrant d'une entorse à la cheville, il abandonne le lendemain.
Il commence sa saison 2018 aux championnats d'Australie de cyclisme sur route. Après avoir pris la seconde place sur le contre-la-montre derrière Rohan Dennis comme en 2017, il est victime d'une lourde chute deux jours plus tard sur la course en ligne, lui provoquant une commotion cérébrale et la fracture d'une clavicule.
En 2020, il se classe onzième du Tour de Hongrie.
Sélectionné pour le Tour de France 2022, Durbridge est testé positif au SARS-CoV-2 avant le départ de la dixième étape et est contraint à l'abandon. En août, le contrat de Durbridge avec BikeExchange Jayco est étendu jusqu'en fin d'année 2024. En fin se saison, il signe pour les saisons 2025 et 2026. 
En janvier 2025, il remporte la course en ligne des championnats d’Australie devant son coéquipier Luke Plapp et signe sa première victoire depuis 1831 jours.

## Palmarès sur route

### Par années
| - 2008 - 1re étape de la Menzies Classic - 2009 - Champion du monde du contre-la-montre juniors - 2e étape de la Menzies Classic - 2e étape du Tour de Tasmanie - 3e du Tour de Tasmanie - 2010 - Mersey Valley Tour : - Classement général - Prologue - 1re étape du Tour de Thuringe (contre-la-montre par équipes) - Mémorial Davide Fardelli (contre-la-montre) - 2e du championnat d'Australie du contre-la-montre espoirs - 2e du championnat du monde du contre-la-montre espoirs - 3e du contre-la-montre aux Jeux du Commonwealth - 3e du Chrono champenois - 2011 - Champion du monde du contre-la-montre espoirs - Champion d'Australie du contre-la-montre espoirs - Prologue et 5e étape (contre-la-montre) de l'Olympia's Tour - Chrono champenois - 3e du Mémorial Davide Fardelli - 2012 - Champion d'Australie du contre-la-montre - Circuit de la Sarthe : - Classement général - 3e étape (contre-la-montre) - Prologue du Critérium du Dauphiné - 2e étape de l'Eneco Tour (contre-la-montre par équipes) - Tour du Poitou-Charentes : - Classement général - 4e étape (contre-la-montre) - Duo normand (avec Svein Tuft) - 3e du championnat du monde du contre-la-montre par équipes - 5e de l'Eneco Tour - 2013 - Champion d'Australie sur route - Champion d'Australie du contre-la-montre - 2e étape de la Jayco Bay Classic - 3e étape du Circuit de la Sarthe (contre-la-montre) - Duo normand (avec Svein Tuft) - 2e du championnat du monde du contre-la-montre par équipes | - 2014 - Champion d'Océanie sur route - 3e étape de la Mitchelton Bay Classic - 1re étape du Tour d'Italie (contre-la-montre par équipes) - 2e du championnat du monde du contre-la-montre par équipes - 2e du championnat d'Australie du contre-la-montre - 2e des Trois Jours de La Panne - 2015 - 1re étape du Tour d'Italie (contre-la-montre par équipes) - 2016 - Duo normand (avec Svein Tuft) - 3e du championnat du monde du contre-la-montre par équipes - 2017 - 3eb étape des Trois Jours de La Panne (contre-la-montre) - 2e du championnat d'Australie du contre-la-montre - 4e d'À travers les Flandres - 4e du Grand Prix E3 - 6e des Strade Bianche - 2018 - 2e du championnat d'Australie du contre-la-montre - 2019 - Champion d'Australie du contre-la-montre - 2020 - Champion d'Australie du contre-la-montre - 1re étape du Czech Cycling Tour (contre-la-montre par équipes) - 2021 - Santos Festival of Cycling : - Classement général - 1re étape - 2e du championnat d'Australie du contre-la-montre - 3e du championnat d'Australie du critérium - 6e du Benelux Tour - 2022 - 2e du championnat d'Australie du contre-la-montre - 3e du championnat du monde du contre-la-montre par équipes en relais mixte - 2023 - 2e du championnat d'Australie du contre-la-montre - 2025 - Champion d'Australie sur route |

### Résultats sur les grands tours

#### Tour de France
11 participations
- 2014 : 122e
- 2015 : 151e
- 2016 : 112e
- 2017 : abandon (2e étape)
- 2018 : 118e
- 2019 : 109e
- 2021 : 100e
- 2022 : non-partant (10e étape)
- 2023 : 130e
- 2024 : 123e
- 2025 : 137e

#### Tour d'Italie
4 participations
- 2013 : 142e
- 2014 : abandon (11e étape), vainqueur de la 1re étape (contre-la-montre par équipes)
- 2015 : 109e, vainqueur de la 1re étape (contre-la-montre par équipes)
- 2019 : 78e

#### Tour d'Espagne
1 participation
- 2022 : 112e

### Classements mondiaux
| Année                                 | 2010 | 2011 | 2012 | 2013 | 2014 | 2015 | 2016 | 2017 | 2018  | 2019 | 2020 | 2021 | 2022 | 2023 |
| ------------------------------------- | ---- | ---- | ---- | ---- | ---- | ---- | ---- | ---- | ----- | ---- | ---- | ---- | ---- | ---- |
| UCI World Tour                        |      |      | 76e  | nc   | nc   | 145e | 206e | 72e  | 252e  |      |      |      |      |      |
| Classement mondial                    |      |      |      |      |      |      | 363e | 84e  | 606e  | 469e | 256e | 256e | 481e | 937e |
| UCI Europe Tour                       | 248e | 146e |      |      |      |      | 290e | 441e | 1260e |      |      |      |      |      |
| UCI Asia Tour                         | nc   | nc   |      |      |      |      | 460e | 470e | nc    |      |      |      |      |      |
| UCI Oceania Tour                      | 37e  | nc   |      |      |      |      | nc   | 36e  | 44e   | 25e  | 21e  | 13e  | 31e  | 49e  |
|                                       |      |      |      |      |      |      |      |      |       |      |      |      |      |      |
| Légende : nc = non classéSource : UCI |      |      |      |      |      |      |      |      |       |      |      |      |      |      |

## Palmarès sur piste

### Championnats du monde
- Apeldoorn 2011
  -  Champion du monde de poursuite par équipes (avec Michael Hepburn, Rohan Dennis et Jack Bobridge)

### Championnats du monde juniors
- Le Cap 2008
  -  Champion du monde de poursuite par équipes (avec Luke Davison, Rohan Dennis et Thomas Palmer)
  -  Médaillé de bronze de la course aux points
- Moscou 2009
  -  Champion du monde de l'américaine (avec Alex Carver)
  -  Médaillé d'argent de la poursuite par équipes

### Coupe du monde
- 2008-2009
  - 1er de la poursuite par équipes à Melbourne (avec Rohan Dennis, Mark Jamieson et Jack Bobridge)
- 2009-2010
  - 1er de la poursuite par équipes à Melbourne (avec Rohan Dennis, Michael Hepburn et Cameron Meyer)
  - 1er de la poursuite par équipes à Pékin (avec Leigh Howard, Michael Hepburn et Cameron Meyer)
- 2011-2012
  - 2e de la poursuite par équipes à Cali (avec Michael Hepburn, Rohan Dennis et Mitchell Mulhern)

### Championnats nationaux
- 2008
  -  Champion d'Australie de poursuite par équipes juniors (avec  Michael Freiberg, Jonathan Dunlop et Jordan Van der Togt)
  - 3e du championnat d'Australie de poursuite individuelle juniors
- 2009 
  -  Champion d'Australie de poursuite par équipes (avec Cameron Meyer, Michael Freiberg et Travis Meyer)
  - 2e du championnat d'Australie de poursuite individuelle juniors
- 2010
  - 2e du championnat d'Australie de poursuite par équipes
  - 2e du championnat d'Australie de course aux points
- 2011 
  -  Champion d'Australie de course aux points
  - 2e du championnat d'Australie de poursuite par équipes